# Apodolirion cedarbergense
Apodolirion cedarbergense är en amaryllisväxtart som beskrevs av D.Müll.-doblies. Apodolirion cedarbergense ingår i släktet Apodolirion och familjen amaryllisväxter. Inga underarter finns listade i Catalogue of Life.